# Georgiadesita
La georgiadesita es un mineral de la clase de los minerales óxidos. Fue descubierta en 1907 en Grecia, siendo el nombre en honor del Sr. Georgiadès, director de las minas de Laurión (Grecia) donde se encontró.

## Características químicas
Químicamente es considerado como un hidróxido -y por tanto en el grupo "minerales óxidos" de Strunz-, aunque lleva como aniones adicionales el cloruro -por lo que casi lo podríamos considerar también un "mineral haluro"- y el arseniato -por lo que casi es del grupo de los "minerales fosfatos"-, junto con el plomo como único catión en su fórmula pura.

## Formación y yacimientos
En su localidad tipo se ha visto que se forma en antiguos depósitos de minerales del plomo alterados por la acción del agua marina.
Suele encontrarse asociado a otros minerales como: laurionita, fiedlerita, matlockita, fosgenita o nealita.